# Pinakes (Callimaco)

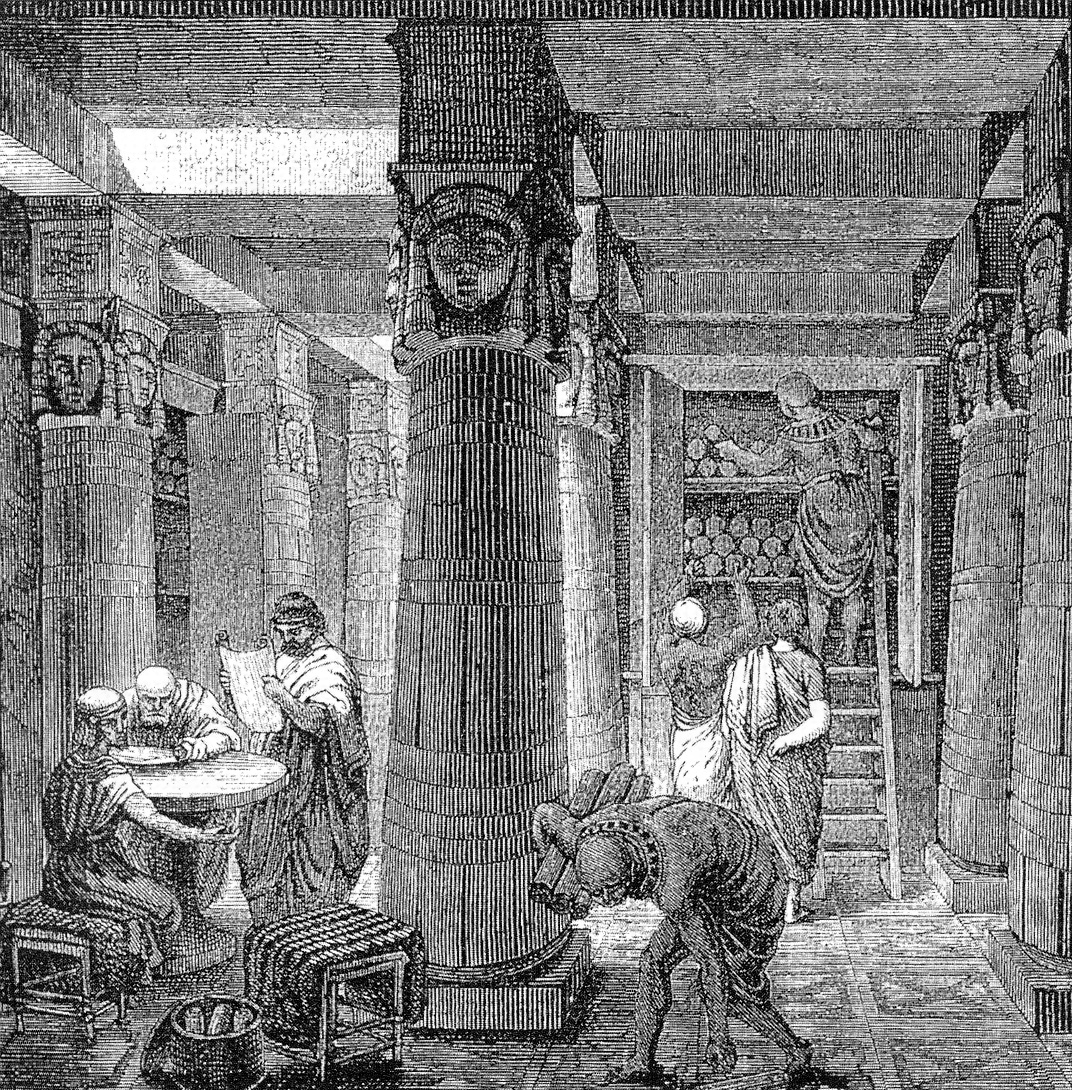
Raffigurazione immaginaria della Biblioteca di Alessandria

I Pinakes (in greco antico: Πίνακες? "tavole", plurale di πίναξ) erano un'opera di bibliografia composta da Callimaco (310/305–240 a.C.), di solito considerata il primo catalogo bibliotecario; i suoi contenuti erano basati sul posseduto della Biblioteca di Alessandria durante il periodo di attività di Callimaco, durante il III secolo a.C.

## Storia
La Biblioteca di Alessandria era stata fondata da Tolomeo I Sotere all'incirca nel 306 a.C. Il primo bibliotecario noto fu Zenodoto di Efeso, durante la cui gestione Callimaco, che, peraltro, non fu mai bibliotecario, compilò i Pinakes, in tal modo diventando il primo bibliografo e studioso ad organizzare una biblioteca per autori e soggetti, in 120 volumi.
Apollonio Rodio fu il successore di Zenodoto e a lui seguì Eratostene nel 235: quest'ultimo avrebbe compilato il suo Τεταγμένος ἐπὶ ταῖς μεγάλαις βιβλιοθήκαις  Tetagmènos epì tàis megalàis bibliothḕkais, lo "schema delle grandi biblioteche"; ancora, nel 195 Aristofane di Bisanzio, all'epoca bibliotecario, aggiornò i Pinakes, sebbene sia possibile che il suo lavoro non fosse un supplemento ai Pinakes callimachei, quanto, piuttosto, un trattato polemico sui loro contenuti o un commentario.

## Descrizione
La collezione della Biblioteca alessandrina conteneva circa 500.000 rotoli di papiro, raggruppati per soggetti e conservati in scaffali, ognuno dei quali aveva una targhetta appesa con quadretti dipinti sui papiri conservati. Da questi quadretti (o tavolette) presero il nome i Pinakes. Gli scaffali davano informazioni bibliografiche per ogni rotolo: una scheda tipo, in effetti, iniziava con il titolo e offriva il nome dell'autore, luogo di nascita, patronimico, allievi e background culturale. Essa conteneva una breve biografia dell'autore e un elenco delle sue pubblicazioni, con il primo rigo (o verso) dell'opera, un riassunto di essa, il nome dell'autore e un'informazione sull'origine del rotolo.
Il sistema di Callimaco divideva le opere in sei generi letterari e cinque sezioni di prosa: retorica, diritto, epica, tragedia, commedia, lirica, storia, medicina, matematica, scienze naturali e opere miscellanee. Ogni categoria era alfabetizzata per autore.
Callimaco, comunque, compose altre due opere ricordate come pinakes e che erano probabilmente in qualche modo simili ai Pinakes (e delle quali "potrebbero essere state, o meno, sottosezioni"), ma si occupavano di argomenti più specifici. Esse sono ricordate da Suda come Pinax Cronologico e descrizione dei Didaskaloi dalle origini e Pinax del lessico e dei trattati di Democrito.

## Pinakessuccessivi e fortuna dell'opera
Il termine pinax fu, in seguito, usato per cataloghi bibliografici, come, ad esempio, il catalogo, composto da Tolomeo-el-Garib delle opere di Aristotele, giuntoci, appunto, con il titolo Pinax (catalogo) degli scritti di Aristotele.
I Pinakes risultarono indispensabili per i bibliotecari e bibliografi nei secoli successivi, divenendo un modello per le biblioteche dell'intero Mediterraneo. Una sorta di tardiva influenza dell'opera callimachea può spingersi fino al periodo medievale, fino al mondo arabo del X secolo, con lo Al-Fihrist ("indice") di Ibn al-Nadim. 
Comunque, variazioni di questo originario sistema si utilizzarono nelle biblioteche fino al tardo Ottocento, quando Melvil Dewey sviluppò, nel 1876, la Classificazione decimale Dewey, utilizzata ancora.

### Testi e traduzioni
- Le testimonianze sui Pinakes furono raccolte e pubblicate da Rudolf Pfeiffer, Callimachus, vol. I: Fragmenta, Oxford, Clarendon Press 1949, frr. 429-456 (con riferimenti alla bibliografia principale).
- F. J. Witty, The Pinakes of Callimachus, in "Library Quarterly", a XXVIII (1958), n. 1/4 (1958), pp. 132–36.
- F. J. Witty, The Other Pinakes and Reference Works of Callimachus, in "Library Quarterly", a. XLIII, (1973), n. 3, pp. 237–44.

### Studi
- R. S. Bagnall, Alexandria: Library of Dreams, in Proceedings of the American Philosophical Society, n.46 (2002), pp. 348–62.
- R. Blum, Kallimachos. The Alexandrian Library and the Origins of Bibliography, trad. H.H. Wellisch, Wisconsin, UP, 1991. ISBN 978-0-299-13170-8.
- N. Krevans, Callimachus and the Pedestrian Muse, in A. Harder et al. (eds.), Callimachus II, Hellenistic Groningana 6, Groningen 2002, pp. 173–84.
- M. L. West, The Sayings of Democritus, in Classical Review, 1969, p. 142.